# Serotonina
La serotonina o 5-hidroxitriptamina (5-HT) és una substància pertanyent a les amines biogèniques. Actua sobretot com a neurotransmissor; es distribueix per tot l'organisme i fa moltes funcions. Exerceix una gran influència sobre el sistema psiconerviós, per això sovint se'n diu hormona de l'humor. La seva fórmula química és C10H₁₂N₂O.

## Funcions
La seva funció és fonamentalment inhibitòria. Influeix sobre la son i els estats d'ànim, les emocions i els estats depressius. Afecta el funcionament vascular i la freqüència cardíaca; regula la secreció d'hormones, com la del creixement.
Els canvis del nivell d'aquesta substància s'associen amb desequilibris mentals com l'esquizofrènia, l'autisme infantil i el trastorn obsessivocompulsiu. Els fongs al·lucinògens i l'LSD actuen fortament sobre els receptors serotonínics. Entre les funcions fisiològiques de la serotonina, destaca la inhibició de la secreció gàstrica, l'estimulació de la musculatura llisa i la secreció d'hormones per part de la hipòfisi.
Els baixos nivells de serotonina dels pacients de fibromiàlgia expliquen parcialment el perquè dels dolors i dels problemes per a dormir. Aquests nivells baixos s'han associat també a estats d'agressió, depressió i ansietat, i fins i tot a les migranyes, perquè quan la serotonina baixa, els vasos sanguinis es dilaten.
A causa de la relació d'aquest neurotransmissor amb els estats depressius, els darrers antidepressius són inhibidors selectius de la recaptació de serotonina, com la fluoxetina, venlafaxina i altres. Per això, hi ha més serotonina en els espais sinàptics (connexions neuronals).

## L'afrodisíac de la serotonina
El comportament humà depèn de la quantitat de llum. Per això, a la tardor i l'hivern, augmenta la depressió i la manca d'estímul sexual, perquè hi ha poca serotonina. A la primavera i a l'estiu la serotonina creix. Per això, creix la sensació de felicitat i l'estímul sexual.
Es podria dir que la serotonina és l'hormona del plaer, a més de ser l'hormona de l'humor. Vegem açò per mitjà d'un clar exemple. Perquè hi hagi l'ejaculació o orgasme, l'hipotàlem deixa anar oxitocina a través de la neurohipòfisi, i que també és responsable de les contraccions durant el part. Després d'ejacular, augmenta considerablement la quantitat de serotonina en el cervell provocant un estat de plaer i tranquil·litat.
Després del plaer, hi ha un mecanisme de realimentació que fa que es reabsorbeixi la serotonina. Això estimula l'alliberament d'hormones com la somatotropina (hormona del creixement) i la prolactina (fa créixer les glàndules mamàries, fent que creïn llet) i inhibeix la secreció de les hormones luteoestimulants (LH) i fol·liculoestimulants (FSH), que són les encarregades d'estimular la síntesi d'AMP cíclic, que estimula la biosíntesi d'esteroides sexuals. Aquest mecanisme de retroalimentació no seria possible si no hi hagués l'absorció de serotonina per la hipòfisi. Així, se sap que la presència de serotonina produeix el plaer, i la reabsorció d'aquesta neurohormona desencadena una sèrie de reaccions que estimulen la secreció d'hormones. Aquestes hormones produeixen creixement i controlen la maduració de fol·licles, l'espermatogènesi i la secreció d'estrògens (fem) i testosterona (masc.), entre altres coses. I també són presents allà on actua al cervell.